# Fenelón Quintana
Fenelón Quintana (San Salvador de Jujuy, 10 de septiembre de 1891 - ibíd., 9 de noviembre de 1969) fue un abogado y político argentino, que ejerció dos veces como Gobernador de la Provincia de Jujuy durante la década infame. Era hijo de Fenelón de la Quintana, que había sido gobernador provisional de Jujuy en 1879.

## Biografía
Cursó sus estudios en Buenos Aires y en la Facultad de Derecho de la Universidad de esa ciudad, donde se doctoró en derecho civil y canónico.
Entre 1911 y 1920 ejerció diversos empleos públicos en la Municipalidad de la Ciudad de Buenos Aires. Regresó a su provincia para ejercer su profesión y se enroló en el Partido Conservador, que luego pasaría a llamarse Partido Popular. Fue concejal en la capital, y en 1926 fue diputado provincial por el Departamento de San Antonio.
Luego del golpe de Estado de septiembre de 1930 fue ministro de gobierno del gobernador de facto Daniel Leguiza. Fue uno de los fundadores y primer presidente del Partido Popular, que lo nombró su candidato a la gobernación. Prohibida la actuación de la Unión Cívica Radical, no tuvo problemas en ser electo gobernador.
Asumió su cargo el 18 de febrero de 1932, acompañado por los ministros Antonino López Iriarte y Pedro Campos. Su gestión no resultó en mayores contribuciones al progreso de la provincia por estar la misma sumida en una crisis económica, indirectamente causada por la Crisis de 1929.
A principios de 1934 presentó su renuncia, aceptada el 8 de febrero, en que fue nombrado en su reemplazo el presidente de la Legislatura, Daniel González Pérez. pero siendo presidente del Partido Popular; fue elegido miembro de la Convención Reformadora de la Constitución provincial, que lo nombró su presidente. Luego fue diputado provincial por el Departamento de Santa Catalina. Al año siguiente fue elegido diputado nacional.
Fue elegido gobernador por segunda vez en el año 1942, asumiando su cargo el 20 de junio de ese año, acompañado como vicegobernador por René Bustamante, con Mario Romano y Luis María Oliver como ministros. Tras de´cadas de hegemonía conservadora la provincia presentaba un cuadro social grave, las enfermedades recurrentes por entonces eran el paludismo y la tuberculosis,
mientras las tasas de mortalidad materna e infantil de la provincia se encontraban
entre las más altas del Noroeste y del país. Los Valles Subtropicales y la Puna
eran las regiones donde se registraban los índices más elevados en ese sentido. A
estos alarmantes datos sanitarios se sumaban los altos niveles de analfabetismo del
distrito, especialmente en jóvenes y adultos.
Durante este segundo mandato inauguró el Museo Histórico Provincial de Jujuy en la casa del general Gorriti. Un conflicto de poderes se desató cuando el fiscal general de la provincia, Mariano Buitrago, inició una investigación contra el gobernador por mal manejo de fondos públicos. Un diputado provincial inicio juicio político contra Buitrago, que a su vez inició otro contra el gobernador. El proyecto de Buitrago fue desechado y el oficialista terminó con la destitución del fiscal.
Fue depuesto el 15 de junio de 1943, por el golpe de Estado de ese año, dirigido por el GOU. En su lugar asumió el teniente coronel Julio Garriz, jefe del Regimiento de Infantería Nro 20, acantonado en la capital provincial.
Durante el gobierno surgido de la revolución y durante la presidencia de Juan Domingo Perón se dedicó a su profesión, evitando participar en política. Tras el golpe de Estado autodenominado Revolución Libertadora, que derrocó al presidente constitucional Juan Domingo Perón, la dictadura de Pedro Eugenio Aramburu lo nombró asesor del Banco de la Provincia. Antes y después del golpe había sido abogado de importantes empresas privadas, entre ellas Minera El Aguilar S.A.